# Гайове (Луцький район)
Гайове́ (іноді Переброди, до 1964 р. — Преображенське, Пшебраже (пол. Przebraże), Пшебродзь (пол. Przebródź))— село в Україні, у Луцькому районі Волинської області. Входить до складу Ківерцівської міської громади. Населення становить 486 осіб.

## Історія

### Колишні назви села та його адміністративно-територіальні приналежності
| Колишні назви села | Колишні назви села | Колишні назви села |
| Назва              | Період             | Посилання          |
| ------------------ | ------------------ | ------------------ |
| Пшебродзь          | 1864-1921          | [ 2 ]              |
| Пшебраже           | 1921-1946          | ,                  |
| Преображенське     | 1946-1964          | ,                  |
| Гайове             | 1964-н.ч.          | [ 4 ]              |

Село Пшебродзь (пол. Przebródź), як польська колонія, було засноване у 1864 році.
7 червня 1946 року село Пшебраже було перейменовано на Преображенське (а Пшебраженську сільську Раду перейменовано в Преображенську сільську Раду) Указом Президії Верховної Ради УРСР .
У 1964 році село Преображенське було перейменовано в село Гайове
| Адміністративно-територіальні приналежності села | Адміністративно-територіальні приналежності села                                               | Адміністративно-територіальні приналежності села |
| Назва села                                       | Адміністративно-територіальна приналежність                                                    | Період                                           |
| ------------------------------------------------ | ---------------------------------------------------------------------------------------------- | ------------------------------------------------ |
| Пшебродзь                                        | Луцький повіт, Волинська губернія, Російська імперія                                           | 1864-1917                                        |
| Пшебраже                                         | ґміна Тростянець, Луцький повіт, Волинське воєводство, Польська Республіка                     | 1921-1939                                        |
| Пшебраже                                         | Пшебраженська сільська Рада, Киверцівський район, Волинська область, УРСР                      | 1939-1941                                        |
| Пшебраже                                         | район Ківерці, Луцький ґебіт, Генеральна округа Волинь-Поділля, Райхскомісаріат Україна        | 1942-1944                                        |
| Преображенське                                   | Преображенська сільська Рада, Киверцівський район, Волинська область, УРСР                     | 1946-                                            |
| Гайове                                           | Озерська сільська рада, Ківерцівський район, Волинська область, УРСР                           | 1965-2018                                        |
| Гайове                                           | Тростянецька сільська громада, Ківерцівський район, Волинська область, Україна                 | 2018-2020                                        |
| Гайове                                           | Ківерцівська міська об'єднана територіальна громада, Луцький район, Волинська область, Україна | 2020 - н.ч.                                      |

### Українсько-польські стосунки часів II Світової війни
У селі, у проміжку 8–10 березня 1943 року, відбулася, так звана, «антиукраїнська акція», на згадку про яку натрапили у фондах державних архівів України. Цей населений пункт відомий як значний осередок польської самооборони, яку не могли б створити й озброїти без санкції німецької адміністрації. Вона успішно відбила всі атаки загонів УПА і була ліквідована лише з приходом Червоної армії.
За іншими даними, село було найбільшим центром польської самооборони (тут було понад 30 самооборонних «пляцувок») у період «волинської трагедії». В селі функціонувала майстерня, у якій ремонтували пошкоджену трофейну зброю та виробляли автомати Стен. За свідченням істориків, до середини 1943 року у селі Пшебраже, проживало приблизно 20 тисяч поляків. Керівниками «самооборони» були Альберт Василевські, Людвік Францевич Малиновський, Генрик Цибульський (пол. Henryk Cybulski).
Коротка хронологія історичних подій в селі Пшебраже в 1943 р.
- У  ніч  з 4 на 5  липня  повстанські відділи сконцентрувалися на околицях Пшебража, у якому на той час перебувала сильна база самооборони, з якої поляки тероризували навколишні українські села Омельне, Гавчиці, Тростянець. Бій за Пшебраже тривав добу. Під час штурму польських позицій повстанці змушені були використовувати навіть артилерію, однак взяти бази не змогли, оскільки з тилу штурмуючих несподівано атакували радянські партизани, які змусили повстанців відступити.
- 12 липня керівник самооборони Генрик Цибульський зі своїм загоном провів вдалу попереджувальну атаку на школу кадрів УПА в селі Тростянець, у результаті якої її було знищено та розпорошено загони противника. Існує також версія, що напад поляків на Тростянець був з метою покарати мешканців села за те, що тут напередодні було вбито польського шуцмана, який хотів знайти їздового для перевезення партії масла із фільварку, що містився у колишній рільничій школі, до Ківерців.
- 31 липня  відбулася друга атака загонами ОУН  і  УПА скупчення поляків у Пшебражому, проте була відбита польською самообороною.
- 31 серпня українські сили підсилені львівським угрупуванням, за допомогою важкої артилерії розпочали штурм колонії Пшебраже. Поляки залучилися підтримкою підпоручника «Джазгі» партизанського загону АК «Луна», що налічував 107 людей, та самообороною з Рафалівки. Водночас через Варханські болота у напрямі на Германівку пробралася окрема відбірна група захисників Пшебража, що складалася зі 120 людей, підсилена відділом кінної розвідки Пшебража у складі 30 бійців, яка налагоджувала контакти з радянськими партизанськими загонами. Бандерівці не очікували контратаки (вони не врахували найгіршого — зрадництва) і зазнали великих втрат. У результаті залишки військ УПА почали відступати. Це була остання атака УПА на найбільший польський бастіон на Волині.

У «Кресовій книзі справедливих», яку написав Ромуальд Нєдзєлко, а випустив у світ Інститут національної пам'яті Республіки Польща, розповідається: «За свідченням Богуслава Лозінського, двоє українців — Сидір Ольхович і Никифор Климчук — попередили поляків, що неподалік села Тростянець бандерівці створюють потужне угрупування. Обидва прибули у Пшебраже з білими хустинами в руках і повідомили, що вони — українські патріоти, але не визнають методів боротьби, які використовують бандерівці. Тому передали командуванню Пшебража докладну інформацію про сили упівців у Тростянці та погодилися бути провідниками, якщо потрібно буде наступати».
Битви за Пшебраже припинилися наприкінці січня 1944 року, коли вторгнення Червоної Армії докорінно змінило ситуацію на Волині. Учасники самооборони були змушені переховуватися, чи вступити в комуністичні партизанські загони. 1945 р. польські мешканці були змушені переселитися до Польщі в рамках взаємних польсько-українських переселень, а більшість навколишніх хуторів і колоній припинили існування.

## Сучасність
До 8 жовтня 2018 року село підпорядковувалось Озерській сільській раді Ківерцівського району Волинської області.
У 2018 —  2020 рр. у складі Тростянецької сільської громади (Волинська область).
19 липня 2020 року, в результаті адміністративно-територіальної реформи та ліквідації Ківерцівського району, село увійшло до складу Луцького району.

## Населення
Згідно з переписом УРСР 1989 року чисельність наявного населення села становила 457 осіб, з яких 205 чоловіків та 252 жінки.
За переписом населення України 2001 року в селі мешкало 469 осіб.

### Мова
Розподіл населення за рідною мовою за даними перепису 2001 року:
| Мова       | Відсоток |
| ---------- | -------- |
| українська | 99,38 %  |
| російська  | 0,41 %   |
| інші       | 0,21 %   |

## Відомі люди
- Генрик Цибульський (пол. Henryk Cybulski) — народився в Пшебражі, до війни працював лісником, був знаним бігуном-стаєром; переконаний кресовий шовініст і українофоб; ув'язнений у сталінських концтаборах, утік із Сибіру й повернувся додому, в 1943—1944 рр. за дорученням уряду підпільної Польщі керував самообороною рідного села та нападами на сусідні українські села, співпрацював зі сталінськими червоними партизанами та окупаційною німецькою адміністрацією. Після приходу радянської влади самооборона Пшебража була розпущена, а Цибульський спершу переховувався, а пізніше вступив до комуністичної польської партизанської бригади «Ґрюнвальд», проте зазнав переслідувань комуністичної служби безпеки. В середині 80-х років в українському середовищі обговорювали роман Генрика Цибульського «Червоні ночі» (до 1990 року з'явилося п'ять накладів твору), у якому описана історія оборони села Пшебража[11].